# Brandend zand (Anneke Grönloh)

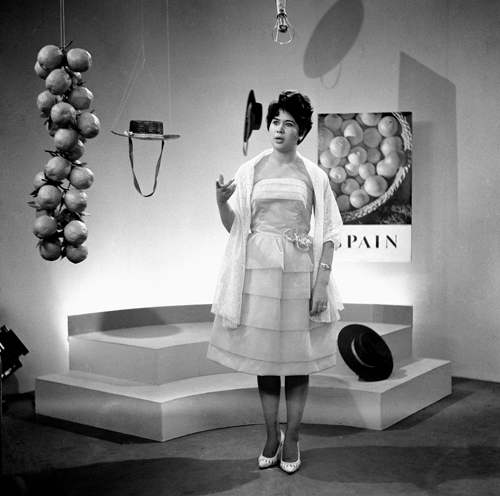
Anneke Grönloh in het Nederlandse televisieprogramma Rooster in 1961

Brandend zand is een door Anneke Grönloh gezongen bewerking van het Duitse lied Heißer Sand, beide uitgekomen in 1962.

## Origineel
Het oorspronkelijke lied Heißer Sand is geschreven door het Duitse schlagerschrijversduo Kurt Felz (tekst) en Werner Scharfenberger (muziek), en werd in 1962 een nummer 1-hit in de uitvoering door de Italiaanse zangeres Mina. Naast de Duitstalige uitvoering (waarin het exotisme naast het gebruik van de mineurschaal ook door haar zware Italiaanse accent werd benadrukt), bracht Mina ook versies uit in het Spaans (Un desierto, "de woestijn"), Frans (Notre étoile, "onze ster") en ook in haar moedertaal (Sì lo so "ja ik weet het").

## Versie Anneke Grönloh
Johnny Hoes vertaalde de tekst naar het Nederlands. Hij zette onder leiding van muziekproducent Rine Geveke Grönloh aan het werk in de Hof van Holland Studio in Hilversum. In juni 1962 zong ze het in onder begeleiding van het orkestje van arrangeur Ger van Leeuwen. Ze zou er niet meer dan twee sessies voor nodig hebben gehad. Van Leeuwen vond haar stem te mooi om het over te laten aan Jack Bulterman. Musici waren naast Grönloh Wim Sanders (gitaar), Ger Daalhuisen (basgitaar), Kees Kranenburg (drumstel), Karel Roberti (trompet) en een koortje onder leiding van Frans Müller. Sanders. Daalhuisen en Kranenburg stonden bekend als Het Hofje. Geluidstechnicus was Ruud van Lieshout. Grönloh bracht het liedje voor het eerst ten gehore op het Songfestival van Knokke in juli 1962 en het werd een grote hit voor haar. Het nummer stond in 1962/1963 26 weken in de hitparade van Muziek Parade en stond twee weken op de eerste plaats. De Nederlandse verkoop wordt geschat op een miljoen exemplaren; internationaal op 3,5 miljoen. Die verkoopcijfers stelden Philips voor problemen; de oorspronkelijke foto op de hoes wordt bij herdruk achterwege gelaten en Philips moest kosten maken om een deel van de oplage elders te laten persen. Haar volgende single Paradiso zat de verkoop enigszins in de weg, want deze werd al uitgebracht terwijl Brandend zand nog in de hitparade stond. Philips combineerde trouwens Paradiso/Niets ter wereld kan ons scheiden en Brandend zand/Trommel van Bahia op een ep, dat het dertien weken op nummer 1 uithield.

### Verhaal
Het lied verhaalt van de passiemoord op een zekere Rocco, de vlucht van de verdachte, Dino, en het lot van de begeerde Nina. De namen van de drie protagonisten (Dino, Rocco en Nina) wijzen erop dat het verhaal een aanvang neemt in Zuid-Italië. Rocco was de verloofde van Nina, maar zij werd eveneens begeerd door Zwarte Dino. Nadat Rocco dood gevonden wordt, moet Dino vluchten naar een woestijnland. Ondertussen loopt het met Nina ook niet goed af, zij vindt een nieuwe baan als danseres in de haven van Marseille, misschien als stripteaseuse of prostituée in de Marseillaanse onderwereld. Het uiteindelijke lot van Zwarte Dino wordt in het midden gelaten; de zee bezingt zijn wedervaren. Er zijn in de hele geschiedenis alleen verliezers. Na het ongelukkig verlopen liefdesavontuur vlucht Dino naar het Vreemdelingenlegioen, dat in die dagen betrokken was bij de bloedige onafhankelijkheidsoorlog in Frans-Algerije - in de jaren vijftig en zestig een frequent terugkerend thema in de volksliteratuur. Dat fenomeen wordt in de titel van het liedje met het brandende zand (van de Sahara) geduid, en ook het leven vol gevaar in het refrein kan gezien worden als een verwijzing naar het legionairsbestaan.

### Andere versie van Grönloh
Anneke Grönloh nam op dezelfde compositie in 1963 ook het Engelstalige nummer op Oh Malaysia, naar aanleiding van de totstandkoming van het de staat Maleisië in dat jaar. Het lied verhaalt over de schoonheid van dat land en werd bijna uitgeroepen tot nationaal volkslied. Het nummer verscheen op een gelijknamige EP bij Philips, met daarnaast de nummers Singapura van Sandra Reemer en van de Zaanse indorockformatie Boy and his Rollin' Kids Midnight in Malaya en Sunrise in Malaysia.

## Evergreen Top 1000
| Evergreen Top 1000 Brandend Zand | Evergreen Top 1000 Brandend Zand | Evergreen Top 1000 Brandend Zand | Evergreen Top 1000 Brandend Zand | Evergreen Top 1000 Brandend Zand | Evergreen Top 1000 Brandend Zand | Evergreen Top 1000 Brandend Zand | Evergreen Top 1000 Brandend Zand | Evergreen Top 1000 Brandend Zand | Evergreen Top 1000 Brandend Zand | Evergreen Top 1000 Brandend Zand | Evergreen Top 1000 Brandend Zand | Evergreen Top 1000 Brandend Zand | Evergreen Top 1000 Brandend Zand | Evergreen Top 1000 Brandend Zand | Evergreen Top 1000 Brandend Zand |
| Jaar                             | 2008                             | 2009                             | 2010                             | 2011                             | 2012                             | 2013                             | 2014                             | 2015                             | 2016                             | 2017                             | 2018                             | 2019                             | 2020                             | 2021                             | 2022                             |
| -------------------------------- | -------------------------------- | -------------------------------- | -------------------------------- | -------------------------------- | -------------------------------- | -------------------------------- | -------------------------------- | -------------------------------- | -------------------------------- | -------------------------------- | -------------------------------- | -------------------------------- | -------------------------------- | -------------------------------- | -------------------------------- |
| Positie                          | 6                                | 7                                | 3                                | 4                                | 12                               | 93                               | 161                              | 170                              | 175                              | 204                              | 190                              | 409                              | 308                              | 490                              | 316                              |

## NPO Radio 2 Top 2000
| Nummer met noteringen in de NPO Radio 2 Top 2000 | '99 | '00 | '01  | '02  | '03 | '04 | '05 | '06 | '07 | '08 | '09  | '10  | '11  |
| ------------------------------------------------ | --- | --- | ---- | ---- | --- | --- | --- | --- | --- | --- | ---- | ---- | ---- |
| Brandend zand                                    | 844 | -   | 1015 | 1133 | 731 | 770 | 110 | 763 | 642 | 491 | 1570 | 1437 | 1869 |

1. ↑  Een '-' betekent dat het nummer niet was genoteerd en een vetgedrukt getal geeft de hoogste notering aan.
2. ↑  Deze tabel is bijgewerkt tot en met de laatste editie (2024).

## Trivia
- Het lied is daarna ook nog door Rubberen Robbie gecoverd, als Brandend Maagzuur.
- Henk Spaan en Harry Vermeegen brachten in de jaren 80 in het televisieprogramma Pisa een discoversie van het lied te berde.[4]
- In Ali B. op volle toeren, een televisieprogramma, werd het lied in een R&B-versie vertolkt als Brandend hart.
- De Deense zangeres Grete Klitgaard nam een versie op genaamd Ørkensand, met een tekst van Robert Arnold.[5]
- Lesley Gore nam in 1963 een versie op als I would.
- Gert Timmerman had in 1970 een hit met Brandend zand, dat een geheel ander lied is.
- Bert Visscher heeft in zijn programma Jammer het lied op ludieke wijze geanalyseerd.